# Auguste Vaucorbeil
Auguste Emmanuel Veurcorbeil (Rouen, 1821 – París, 1884) fou un compositor francès.
Era fill de l'actor Ferville i deixeble de Luigi Cherubini en el Conservatori de París. Fou comissari del Govern per als teatres subvencionats el 1872, president de la Societat de Compositors de Música i el 1879 director de l'Opéra, on muntà diverses òperes, entre elles Aida, Sapho, Henri VIII, etc., però els resultats de la seva gestió foren molt mediocres. Entre les seves composicions, escasses d'originalitat, cal citar l'òpera còmica Bataille d'Amour; l'òpera Mahomet; el poema simfònic Linde, i les melodies, Intimités, que foren les que li valgueren un èxit més sincer.